# (264131) Bornim
(264131) Bornim – planetoida pasa głównego. Została odkryta 19 października 2009 przez Bernda Thiniusa. (264131) Bornim okrąża Słońce w ciągu 3,61 roku w średniej odległości 2,35 j.a.
Planetoidzie tej nadano nazwę od dzielnicy Bornim w niemieckim mieście Poczdam.
Planetoida ta nosiła wcześniej tymczasowe oznaczenie 2009 UQ4.